# Meeuwen (Pays-Bas)
Meeuwen est un village néerlandais de 764 habitants (2005), situé dans la commune d'Altena dans la province du Brabant-Septentrional, dans le Pays de Heusden et d'Altena.
Meeuwen est située sur la rive droite de la Bergsche Maas.
Meeuwen a été une commune indépendante jusqu'en 1923, où elle a été rattachée à la nouvelle commune d'Eethen. La commune de Meeuwen était composée des villages de Meeuwen, Babyloniënbroek et Hill. Jusqu'en 1908, le nom officiel de la commune était Meeuwen, Hill en Babyloniënbroek.

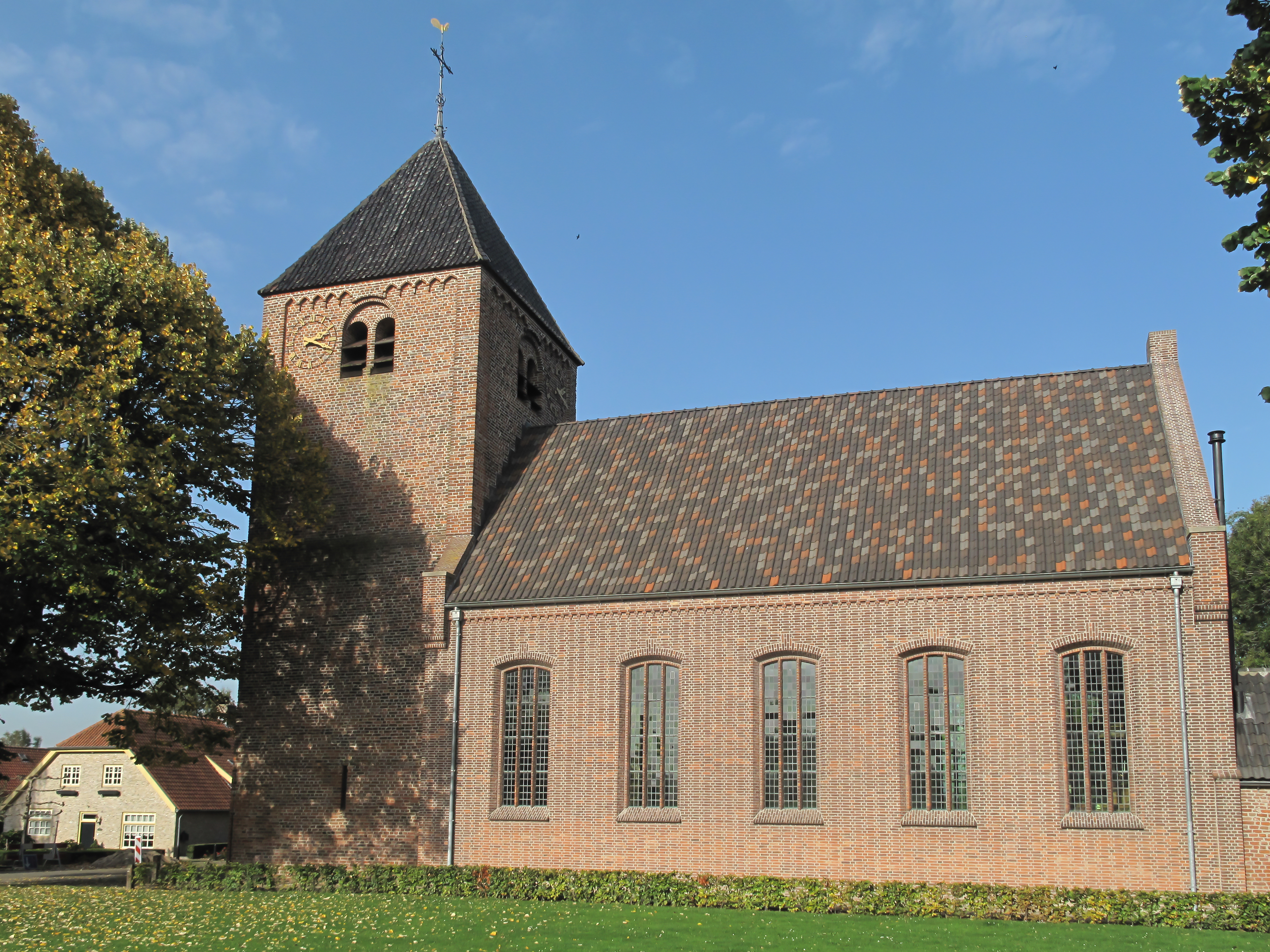
Église protestante
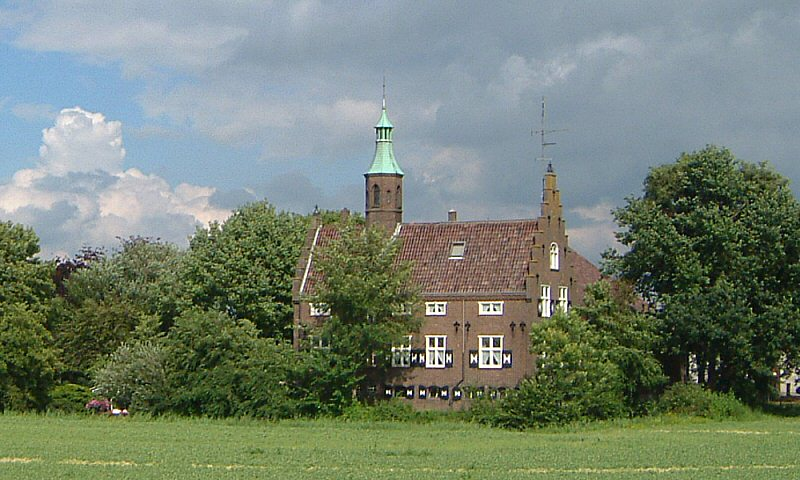
Château : Kasteel Meeuwen
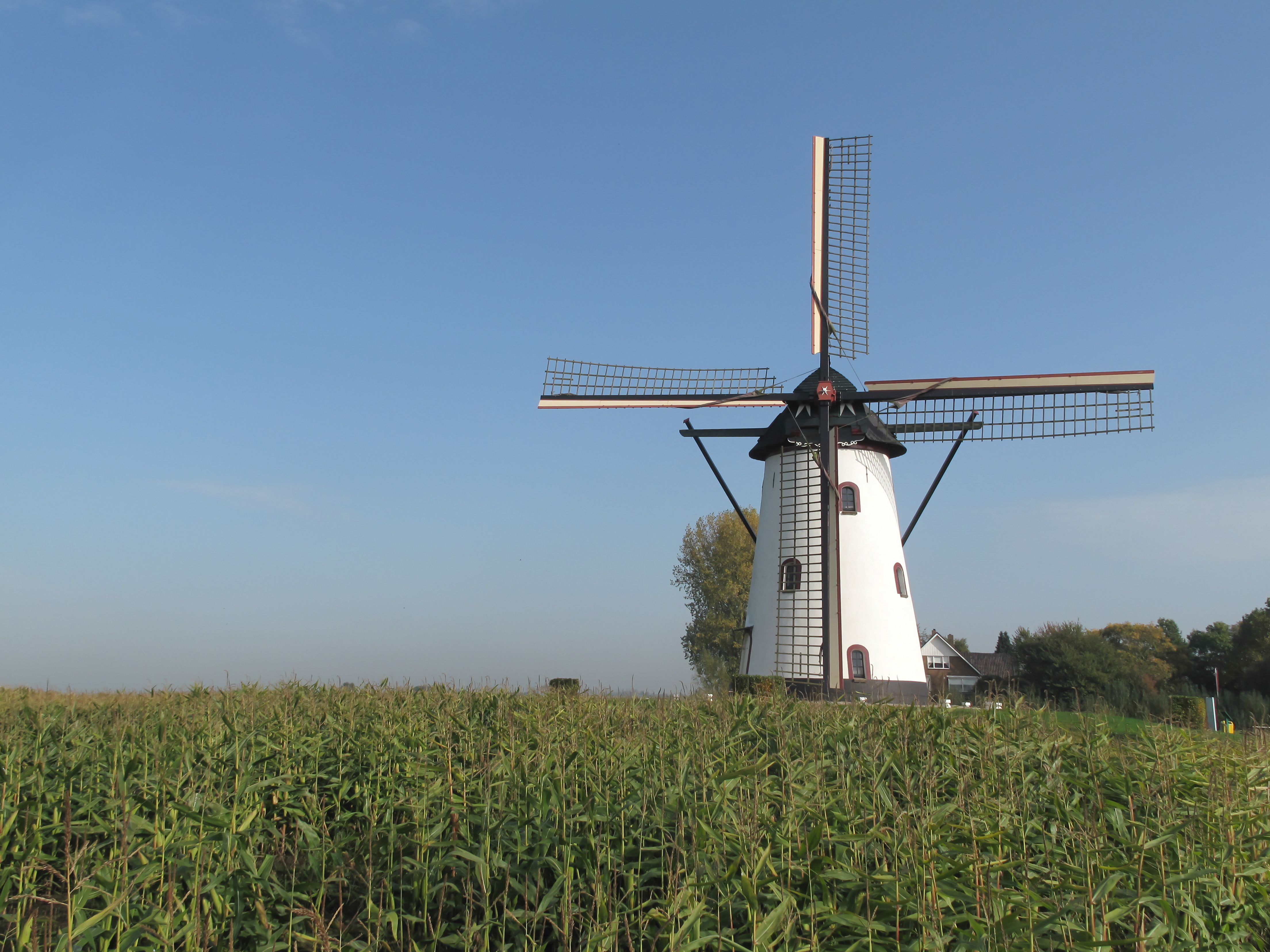
Moulin : de Witte Molen

## Personnalités
- Marianne Vos (1987), coureuse cycliste (entre autres triple championne du monde sur route, vit à Meeuwen)